# Boophis ankaratra
Espèce
Statut de conservation UICN

 LC  : Préoccupation mineure
Boophis ankaratra est une espèce d'amphibiens de la famille des Mantellidae.

## Répartition
Cette espèce est endémique de Madagascar. Elle se rencontre entre  1 200 et 1 800 m d'altitude dans les forêts tropicales des zones montagneuses situées dans le centre de l'île, notamment à Andringitra et Ankaratra,. Un spécimen a été trouvé à 1 100 m d'altitude au parc Mandraka.

## Description

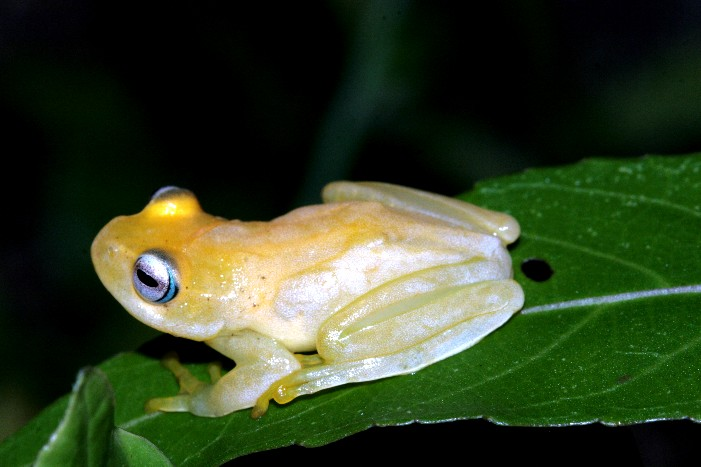
Photographie de Boophis Ankaratra par Franco Andreone.

Boophis ankaratra mesure de 24 à 28 mm pour les mâles, la taille des femelles n'étant pas connue. Sa coloration est vert clair avec des motifs réticulés de couleur jaunâtre et parfois des taches sombres. Son ventre est blanchâtre.

## Étymologie
Cette espèce est nommée en référence au lieu de sa découverte, Ankaratra.

## Publication originale
- Andreone, 1993 : Two new treefrogs of the genus Boophis (Anura: Rhacophoridae) from central-eastern Madagascar. Bollettino - Museo Regionale di Scienze Naturali, vol. 11, p. 289-313.